# Acopa borealis
Acopa borealis là một loài bướm đêm trong họ Noctuidae.